# Ajjenahalli, Turuvekere
Ajjenahalli là một làng thuộc tehsil Turuvekere, huyện Tumkur, bang Karnataka, Ấn Độ.